# Надысев, Георгий Семёнович
Георгий Семенович Надысев (25 января 1901 — 12 февраля 1974) — советский военачальник, генерал-лейтенант артиллерии (22.08.1944)

## Биография
Родился 25 января 1901 г. в  селе Белогорье (ныне в Лопатинском районе Пензенской области).
В РККА с 1919 года. В 1919 году, по окончании Пензенских пулеметных курсов краскомов, участвовал в боях на Западном фронте против белополяков, а затем в борьбе с армией Махно.
В 1927 году, закончив Киевскую объединенную школу командиров, стал артиллеристом. За годы службы, до перехода на преподавательскую работу в Киевское артиллерийское училище, прошел все основные командные и штабные должности — командира батареи и дивизиона, заместителя начальника штаба полка, командира отдельного дивизиона, начальника штаба артиллерийского полка. В 1932 году вступил в ВКП(б).
Участник Великой Отечественной войны с 22 июня 1941 года, начальник отделения боевой подготовки артиллерии штаба Киевского Особого военного округа, начальник штаба артиллерии Юго-Западного, Донского, Центрального, 1-го Белорусского фронтов.
Один из главных разработчиков «двойного артиллерийского вала», который с успехом обеспечивал взлом эшелонированной обороны с лета 1944 года.
Умер 12 февраля 1974 в Риге. Похоронен в Риге на Гарнизонном кладбище.
Автор книги мемуаров: Надысев Г. С. На службе штабной. Изд. 2-е, испр. и доп. — М.: Воениздат, 1976. — 270 с.

## Воинские звания
- Генерал-майор артиллерии — 27.01.1943
- Генерал-лейтенант артиллерии — 22.08.1944

## Награды

### СССР
- два ордена Ленина (21.02.1945, 06.04.1945)
- четыре ордена Красного Знамени (06.11.1941, 07.08.1943, 03.11.1944, 15.11.1950)
- орден Суворова I степени (31.05.1945)
- орден Суворова II степени (31.07.1944)
- орден Отечественной войны I степени (08.09.1943)
- Орден Красной Звезды (14.02.1943)
- Медали СССР

Приказы (благодарности) Верховного Главнокомандующего в которых отмечен Надысев Г. С.:
- За овладение городами Франкфурт-на-Одере, Вандлитц, Ораниенбург, Биркенвердер, Геннигсдорф, Панков, Фридрихсфелъде, Карлсхорст, Кепеник и вхождение в столицу Германии Берлин. 23 апреля 1945 года. № 339

### Иностранные награды
- орден «9 сентября 1944 года» I степени (БНР) (11.10.1962),
- орден «Крест Грюнвальда» II степени ПНР, (1945)
- медаль «За Варшаву 1939—1945» (ПНР, (1945)
- Медаль «За Одер, Нейсе, Балтику» (ПНР, (1945)
- медаль «20 лет Болгарской Народной Армии» (БНР)